# Eparchia Idukki
Eparchia Idukki – eparchia Kościoła katolickiego obrządku syromalabarskiego w Indiach. Została utworzona w grudniu 2002 z terenu eparchii Kothamangalam.

## Ordynariusze
- Mathew Anikuzhikattil (2003–2018)
- John Nellikunnel (od 2018)